# Emmanuel Mbemba
Pour les articles homonymes, voir Mbemba.
Emmanuel Mbemba, né le 20 mars 2008 à Melun, est un footballeur français d’origine congolaise qui joue au poste de défenseur central au Paris Saint-Germain.

## Biographie

### Carrière en club
Né à Melun en France, Emmanuel Mbemba est formé par le Paris Saint-Germain, où il s'illustre d'abord en équipes de jeunes avec le club de championnat de France,. À seulement 16 ans, il devient déjà un membre régulier de l'équipe des moins de 19 ans, en championnat, et en Youth League.

### Carrière en sélection
Emmanuel Mbemba est international junior avec l'équipe de France des moins de 17 ans à partir d'octobre 2024.
Il est convoqué avec l'équipe de France des moins de 17 ans pour participer au Championnat d'Europe des moins de 17 ans qui a lieu en mai et juin 2025,. La France atteint la finale de la compétition après sa victoire face à la Belgique (3-2).
Défait en finale par le Portugal, Emmanuel Mbemba est malgré tout évoqué parmi les joueurs les plus en vue du Portugal sur l'ensemble du tournoi.

## Palmarès
France -17 ans
- Championnat d'Europe
  - Finaliste en 2025